# Antonia von Romatowski

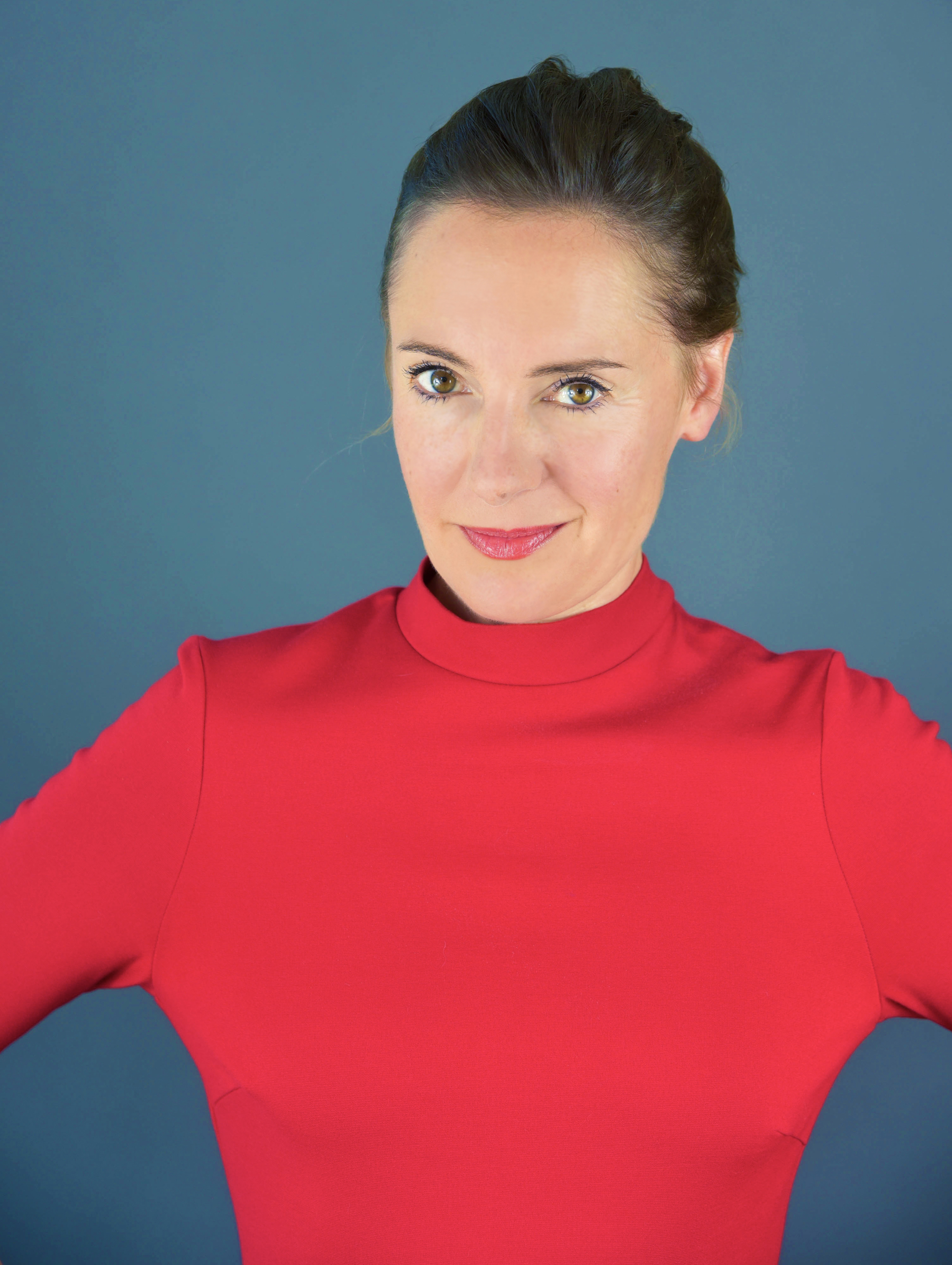
Antonia von Romatowski, vor 2021

Antonia von Romatowski (* 19. Juni 1976 in Göttingen) ist eine deutsche Schauspielerin, Synchronsprecherin, Parodistin und Komikerin.

## Werdegang
Bekannt wurde von Romatowski 2005 als Stimmenimitatorin von Angela Merkel durch das bundesweit ausgestrahlte Radio-Comedy-Format Die Merkel Morningshow. Edel Records nahm Die Merkel Morningshow unter Vertrag und brachte zwei Alben damit heraus, 2005 Damenwahl, 2006 Hey Deutschland.
Es folgten Auftritte als Angela Merkel und Désirée Nick in der Sat.1-Comedy-Sendung Talk im Tudio (2005), Der heiße Brei (2006) und der RTL Comedy Nacht (2005).
Neben Angela Merkel parodiert sie auch andere Stimmen wie Annalena Baerbock, Annegret Kramp-Karrenbauer, Ursula von der Leyen, Saskia Esken, Sahra Wagenknecht, Franziska Giffey, Hannelore Kraft, Alice Weidel, Frauke Petry, Gerhard Schröder, Ulla Schmidt, Nena, Doris Schröder-Köpf, die sie auch in der Gerd-Show sprach, Linda de Mol, Kader Loth, Désirée Nick, Jeanette Biedermann, Dolly Buster, Sabrina Setlur, Sabine Christiansen, Nadja Abd el Farrag und Verona Pooth, denen sie auch in dem 2006 von RTL ausgestrahlten Zeichentrickfilm Dieter – Der Film, basierend auf dem Bestseller Nichts als die Wahrheit von Dieter Bohlen und Katja Kessler, ihre Stimme lieh.
Im Mai 2005 rief von Romatowski als „Angie aus Berlin“ regelmäßig bei Bayern 3 an und war bei Radio Fritz „Die Frau, die sich nicht nur fast so anhört, wie Angela Merkel klingt, sondern sich auch noch anhört, was Angela Merkel so sagt, und anschließend selbst was dazu zu sagen hat“.
2007 gründete Antonia von Romatowski gemeinsam mit Maria Grund-Scholer und Berenike Beschle das Comedy-Trio No Angies.
In Adelheid und ihre Mörder übernahm sie im Jahr 2000 die Rolle der Anja Stiller in der Folge Urlaub vom Tod. 2008 war Romatowski in verschiedenen TV-Formaten zu sehen. Unter anderem hielt sie als Kanzlerin die Neujahrsansprache 2008 bei Neues aus der Anstalt und war als Talkgast bei Markus Lanz und Atze Schröder eingeladen.
Von August 2008 bis Ende Dezember 2021 lief deutschlandweit die werktägliche Radio-Comedy Küss mich, Kanzler! Antonia von Romatowski imitierte hier Angela Merkel und war auch Produzentin dieses Formats. Stefan Lehnberg parodierte Joachim Sauer und war Autor von Küss mich, Kanzler! 2009 erschien das erste Küss-mich-Kanzler-Album Haushaltsgespräche mit einer Coverversion des Nr.-1-Hits Poker Face von Lady Gaga bei audiomagnet.
2010 brachten von Romatowski und Lehnberg das zweite Küss-mich-Kanzler-Album Haushaltsgespräche 2 heraus, 2013 folgte die dritte Ausgabe namens Haushaltsdebatten bei Merkels, 2014 Ausgabe vier, Weihnachten und andere Katastrophen, beide erschienen bei Hörverlag/Random House.
Seit 2012 gehört von Romatowski zur Stammbesetzung der Satiresendung NDR-Intensivstation. Dort parodiert sie regelmäßig Politikerinnen wie Angela Merkel und Ursula von der Leyen, seit 2015 Sahra Wagenknecht, seit 2016 Frauke Petry, seinerzeit Vorsitzende der AfD. Außerdem parodiert von Romatowski seit 2017 dort Alice Weidel, Franziska Giffey und Annegret Kramp-Karrenbauer sowie Saskia Esken und Annalena Baerbock.
Am 21. Dezember 2012 trat von Romatowski in der neuen Satiresendung des Ersten Deutschen Fernsehens Das Ernste auf.
Beim Münchner Nockherberg-Singspiel, das vom Bayerischen Rundfunk live übertragen wird, übernahm Romatowski von 2014 bis 2023 die Rolle der Angela Merkel.
2016 gründete von Romatowski das Plattenlabel 22MUSIC, bei dem im Frühjahr 2017 ihr erstes Musikalbum Elefant im Raum erschien. Am 14. Februar 2020 veröffentlichte von Romatowski unter dem Pseudonym Digitha Lia die Single Dauerlauf.
Am 6. Dezember 2016 war sie erstmals Gast in der ZDF-Kabarettsendung Die Anstalt als Frauke Petry. Es folgten weiter Auftritte im Juli 2021 als Annalena Baerbock und Sahra Wagenknecht und im Oktober 2021 als Annegret Kramp-Karrenbauer, Ursula von der Leyen, Christian Lindner und erneut als Annalena Baerbock. Im Juli 2022 war von Romatowski dort zu Gast als Christian Lindner. 2024 spielte sie Sahra Wagenknecht und Alice Weidel.
Seit dem 4. Dezember 2020 ist sie in der Comedy-Sendung Binge Reloaded auf Amazon Prime Video zu sehen. Dort spielte sie in der ersten Staffel Angela Merkel, Ursula von der Leyen, Dunja Hayali, Judith Williams, Lagertha aus der Serie Vikings und Kommissarin Stocker aus der ZDF-Serie Der Pass. In der am 14. Januar 2022 erschienenen 2. Staffel übernahm von Romatowski die Rollen von Angela Merkel, Marlene Lufen, Sonja Zietlow, Charlotte Roche, Judith Williams und Heide Rezepa-Zabel.
2021 synchronisierte von Romatowski diverse weibliche Puppen der britischen Comedy Spitting Image, die ab 6. April 2021 auf Sky Comedy lief, unter anderem: Angela Merkel, Greta Thunberg, Melania Trump, Ivanka Trump, Kamala Harris, Priti Patel, Jacinda Ardern, Kate Middleton, Billie Eilish und Grimes. In der ab September 2021 ausgestrahlten deutschen Version „Spitting Image – the krauts edition“, synchronisierte von Romatowski Angela Merkel, Annalena Baerbock, Ursula von der Leyen, Heidi Klum, Helene Fischer u. v. m.
In der 15. Episode der Satiresendung Kroymann sprach sie am 11. November 2021 die Rolle der Angela Merkel.
Seit 2019 spielt von Romatowski als festes Ensemblemitglied in Staffel 1–3 neben Angela Ascher in dem Sketchcomedy-Format Fraueng’schichten, welches regelmäßig im BR ausgestrahlt wird.
2022 übernahm von Romatowski die Rolle von Angela Merkel in der Kult-Comedy Serie Die Simpsons auf Pro 7.

## Filmografie
- 2000: Adelheid und ihre Mörder (Fernsehserie, 1 Folge)
- 2001: Zwei Männer am Herd (Fernsehserie, 1 Folge)
- 2005: Talk im Tudio (Fernsehserie, 2 Folgen)
- 2007: Danke, Rudi (Fernsehfilm)
- 2007: Neues aus der Anstalt (Fernsehserie, 1 Folge)
- 2012: Agent Ranjid rettet die Welt
- 2012: Das Ernste (Fernsehserie, 1 Folge)
- 2012–2016: Intensiv-Station – Die NDR Satireshow (Fernsehserie, 26 Folgen)
- 2016–2022: Die Anstalt (Fernsehserie, 4 Folgen)
- 2017–2018: Ucho Prezesa (Fernsehserie, 2 Folgen)
- 2017–2018: Satire Deluxe (Fernsehserie, 14 Folgen)
- 2020: schlachthof (Fernsehserie, 2 Folgen)
- 2020–2022: Binge Reloaded (Fernsehserie, 16 Folgen)
- 2020–2022: Fraueng’schichten (Fernsehserie, 15 Folgen)

## Synchron (Auswahl)
- 2006: „Dieter der Film“ RTL in den Rollen: „Verona Feldbusch“, „Naddel“ und „Diverse“
- 2006: „Das kleine Arschloch und der alte Sack – Sterben ist Scheiße“ Kino in der Rolle: „Große Schwester“
- 2007: „Das doppelte Lottchen“ Kino in der Rolle: „Fräulein Ulrike“
- 2009: Tatort Familienaufstellung ARD für Dorka Gryllus in der Rolle: „Dilek Ilhan“
- 2015: „Extra 3“ NDR in der Rolle: „Angela Merkel“
- 2015: „Heil“ Kino in der Rolle: „Angela Merkel“
- 2017: „Muttis Kampf“ Tele 5 in der Rolle: "Angela Merkel", "Ursula von der Leyen", Sahra Wagenknecht", "Frauke Petry", "Anne Will"
- 2018: “Hanne” Arte in der Rolle: „Mutter“ und „Diverse“
- 2020: “Heute Show” ZDF in der Rolle: „Ursula von der Leyen“
- 2021: „Spitting Image“ Sky Comedy in den Rollen: „Angela Merkel“, „Greta Thunberg“, „Melania Trump“, „Ivanka Trump“, „Kamala Harris“, „Priti Patel“, „Jacinda Ardern“, „Kate Middleton“, „Billie Eilish“ und „Grimes“
- 2021: „Spitting Image – The Kraut’s Edition“ Sky Comedy in den Rollen: „Angela Merkel“, „Annalena Baerbock“, „Ursula von der Leyen“, „Heidi Klum“, „Helene Fischer“ u. v. m.
- 2021: „Kroymann“ ARD in der Rolle „Angela Merkel“
- 2022: „Die Simpsons“ Pro 7 in der Rolle: „Angela Merkel“
- 2022: „Wrong“ RTL in der Rolle: „Angela Merkel“

## Radioformate (Auswahl)
- 2003: „Die Gerd Show“ bundesweites Radioformat
- 2005–2007: „Die Frau, die sich nicht nur fast so anhört, wie Angela Merkel klingt, sondern sich auch noch anhört, was Angela Merkel so sagt, und anschließend selbst was dazu zu sagen hat“ Radio Fritz
- 2005–2008: „Die Merkel Morningshow“ eigenes bundesweites Radioformat
- 2008–2021: „Küss mich, Kanzler“ eigenes bundesweites Radioformat
- seit 2012: festes Mitglied der Satiresendung „NDR Intensivstation“ NDR
- seit 2016: regelmäßiger Gast der Satiresendung: „Satire Deluxe“ WDR5
- seit 2017: regelmäßiger Gast beim „Satire Deluxe Neujahrsempfang“ WDR5
- 2018–2020: „Fahrstuhlfahren mit Volksvertretern“ Antenne Bayern
- 2020–2022: „Der Antenne Bayern Landtagslift“ Antenne Bayern
- seit 2021: regelmäßiger Gast der Satiresendung: „WDR 5 Radioshow“
- 2022: „Angie’s Wohlfühlpodcast – Kommentare von der Seitenlinie“ NDR Info
- 2023: „Lifehack mit Habeck“ bundesweites Radioformat

## Theater (Auswahl)
- 1998: „Lederfresse“ Zeisehallen Hamburg
- 2000: „Amalia“ Monsun-Theater Hamburg
- 2000–2001: „Cyrano“ Theater Combinale Lübeck
- 2001: „Pera Palas“ Theater Kosmos Bregenz

## CD-Veröffentlichungen
- 2005: VÖ CD „Damenwahl“ edel records
- 2006: VÖ CD „Hey Deutschland“ edelrecords
- 2009: VÖ CD 1 „Küss mich, Kanzler!“ audiomagnet
- 2010: VÖ CD 2 „Küss mich, Kanzler!“ audiomagnet
- 2013: VÖ CD 3 „Küss mich, Kanzler!“ Der Hörverlag
- 2014: VÖ CD 4 „Küss mich, Kanzler!“ Der Hörverlag
- 2017: Album VÖ: „Elefant im Raum“ 22MUSIC
- 2020: VÖ: Single “Dauerlauf” 22MUSIC

## Buch Veröffentlichungen
- 2014 VÖ: Buch „Küss mich, Kanzler!“ Langenmüller
- 2021 VÖ: „Ich brauche ein Genie-Songbook“ Kerstin & Sandra Grether mirkrotext